# Union sportive de Douala
 (septembre 2018).
Si vous disposez d'ouvrages ou d'articles de référence ou si vous connaissez des sites web de qualité traitant du thème abordé ici, merci de compléter l'article en donnant les références utiles à sa vérifiabilité et en les liant à la section « Notes et références ».
Maillots
Actualités
L'Union sportive de Douala est un club camerounais de football fondé en 1955 et basé dans la ville de Douala.

## Histoire du club
L'Union sportive de Douala est née vers 1955 dans le quartier New-Bell à la suite de la volonté des présidents de clubs du quartier de constituer une équipe forte qui puisse rivaliser avec les clubs des autres quartiers qu'étaient l'Oryx (canton Bell), Caïman (canton Akwa) et Léopard (canton Deido). Sur proposition de Jean Raymond Nyami (président du club Jeunesse), Samuel Kouam (président du club Vent du Nord) est élu président général du nouveau club et M. Halidou (président du club Sawaba) est élu vice-président. Sur proposition du vice-président Halidou, les couleurs de l'équipe sont le vert et le blanc et le cri de rassemblement Gamakai-nassara c'est-à-dire en haoussa : « En avant, les étrangers ».
Après deux échecs, l’Union sportive de Douala accède en première division le 22 Juin 1958 dans la Région du Littoral en battant en match de barrage au Stade Saint-Éloi dit Stade Camrail, Vent Lalane. Depuis l'Union sportive de Douala est resté en première division.
En 2021, le club termine 10e de la Poule A et devait connaitre sa première relégation après 63 années en première division. Cependant, contre toute attente, la Fecafoot dirigée par Samuel Eto'o décide de maintenir le club en Elite One pour la saison 2022.

## Palmarès
| Compétitions nationales | Compétitions internationales |
| - Championnat du Cameroun (5) : - Champion : 1969, 1976, 1978, 1990 et 2012 - Coupe du Cameroun (6) : - Vainqueur : 1961, 1969, 1980, 1985, 1997 et 2006 - Finaliste : 1962, 1978, 1981, 1983, 1984 et 2004 | - Ligue des champions de la CAF (1) : - Vainqueur : 1979. - Coupe d'Afrique des vainqueurs de coupe de football (1) : - Vainqueur : 1981. - Supercoupe d'Afrique : - Finaliste : 1982. |

## Annexes

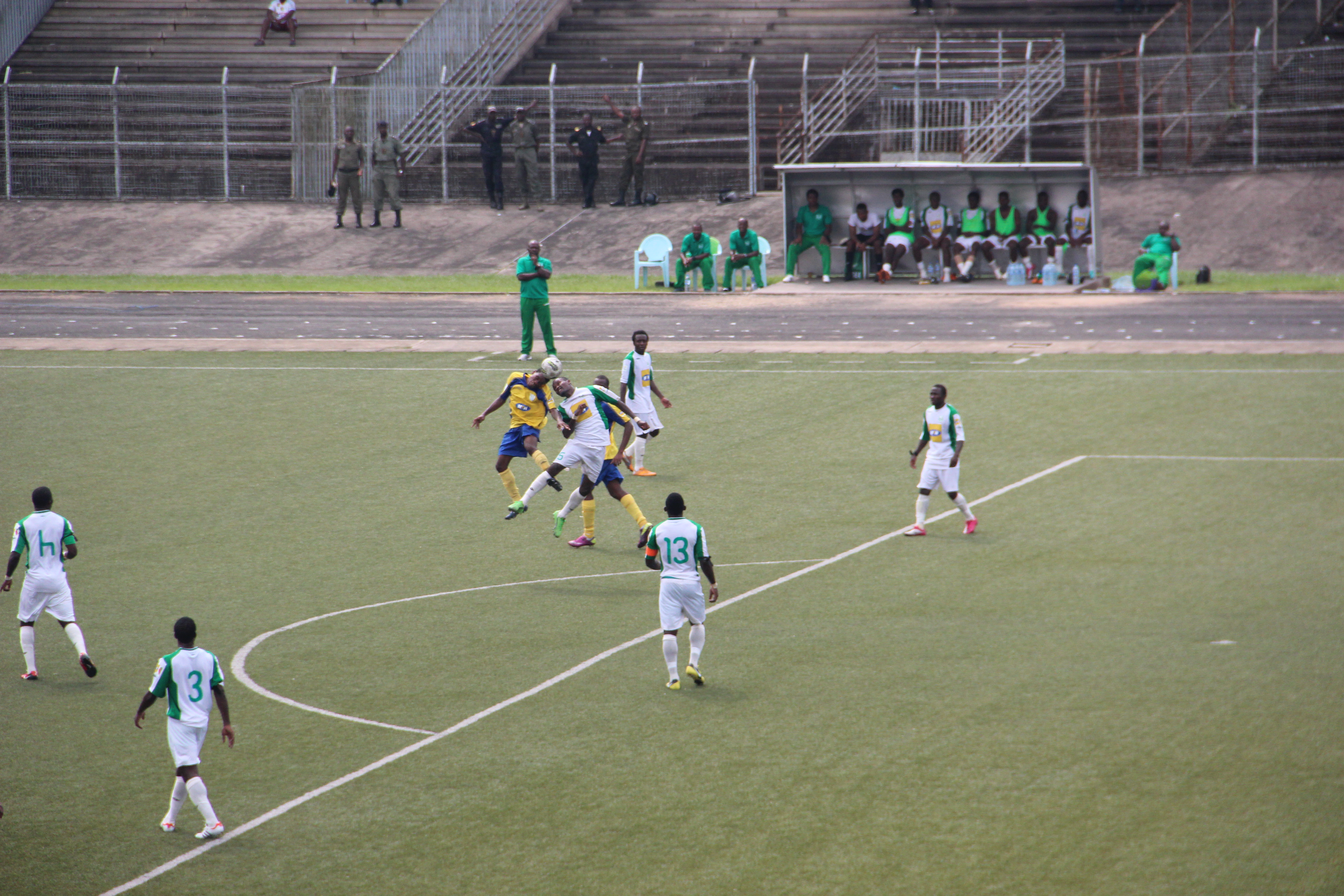
Une rencontre Union Douala - Sable Batie (février 2013)

### Anciens joueurs
- Joseph-Antoine Bell
- Roger Feutmba
- Timothée Atouba
- Joël Epalle
- Williams Andem
- Bonaventure Djonkep
- Eugène Ekoule
- Bep Solo
- Edmond Enoka
- Doumbe Léa
- David Mayebi
- René N'Djeya
- Isaac Bassoa
- Joseph Kamga
- Pierre Boya
- Simon Pasteur
- Raymond Kalla